# Antoni Vives i Estover
Antoni Vives i Estover (Lleida, 1886-1959) va ser un polític català, membre de Joventut Republicana de Lleida i Esquerra Republicana, que fou alcalde de Lleida entre el 1932 i el 1934, i també el 1936.
Antoni Vives i Estover, membre de Joventut Republicana de Lleida, liderada per Humbert Torres i Alfred Pereña, va ser nomenat paer en cap de Lleida el novembre del 1932. El 6 d'octubre del 1934 va proclamar la República Catalana des d'un balcó de la Paeria. Arran d'aquest fet va ser destituït i empresonat. Després de les eleccions del 16 de febrer de 1936 va tornar a ocupar el càrrec d'alcalde de Lleida, i el setembre de 1936. Es va exiliar a Montpeller.